# L'inerme è l'imbattibile
L'inerme è l'imbattibile è un album di Massimo Zamboni.

## Tracce
1. Quasi Tutti
2. Prove Tecniche di Resurrezione
3. Cranja
4. Gloria Gracile
5. Rivolta Cranica
6. Quando se non ora
7. L'Ovvio Diritto al Nucleare di una Vergine Iraniana
8. Nel Mattino Estremo
9. Don't Forget
10. Persona non Grata